# Gaming the Real World
Gaming the Real World är en svensk dokumentärfilm från 2016 i regi av Anders Eklund. 
Filmen hade premiär den 30 september 2016 på SVT.
Filmen handlar om att låta medborgare vara med att utforma sin stad genom att använda datorspel för att utforma stadsmiljöer.